# Гафуржанов, Эргаш Гафурович
Эргаш Гафурович Гафуржанов — советский хозяйственный, государственный и политический деятель.

## Биография
Родился в 1939 году. Член КПСС с 1962 года.
С 1959 года — на хозяйственной, общественной и политической работе. В 1959—1991 гг. — помощник капитана теплохода, диспетчер движения Термезского речного порта,
заместитель заведующего отделом комсомольских организаций Сурхандарьинского обкома комсомола, первый секретарь Термезского горкома комсомола, первый секретарь Сурхандарьинского обкома комсомола, работник аппарата ЦК ВЛКСМ, первый секретарь ЦК ЛКСМ Узбекистана, первый секретарь Самаркандского горкома КП Узбекистана.
Избирался депутатом Верховного Совета СССР 10-го созыва. Делегат XXV и XXVI съездов КПСС.
Умер в 2008 году.